# Oseas Schad
Pour les articles homonymes, voir Schad.
Osée, Osias, Hoseas ou Oséas Schad (parfois orthographié Shade, Schadeus ou Schadæus en latin), né en 1586 à Strasbourg en Basse-Alsace, et mort le 28 décembre 1626 dans la même ville, est un chroniqueur et pasteur luthérien ainsi que le fils d'Elias Schad, théologien hébraïste.

## Biographie
Né le 12 avril 1586, ou le 17 août de la même année, Oseas Schad suit des études à l’Université de Strasbourg au sein de laquelle il obtient un baccalaureus en 1604 puis le titre de magister philosophiae deux ans plus tard.

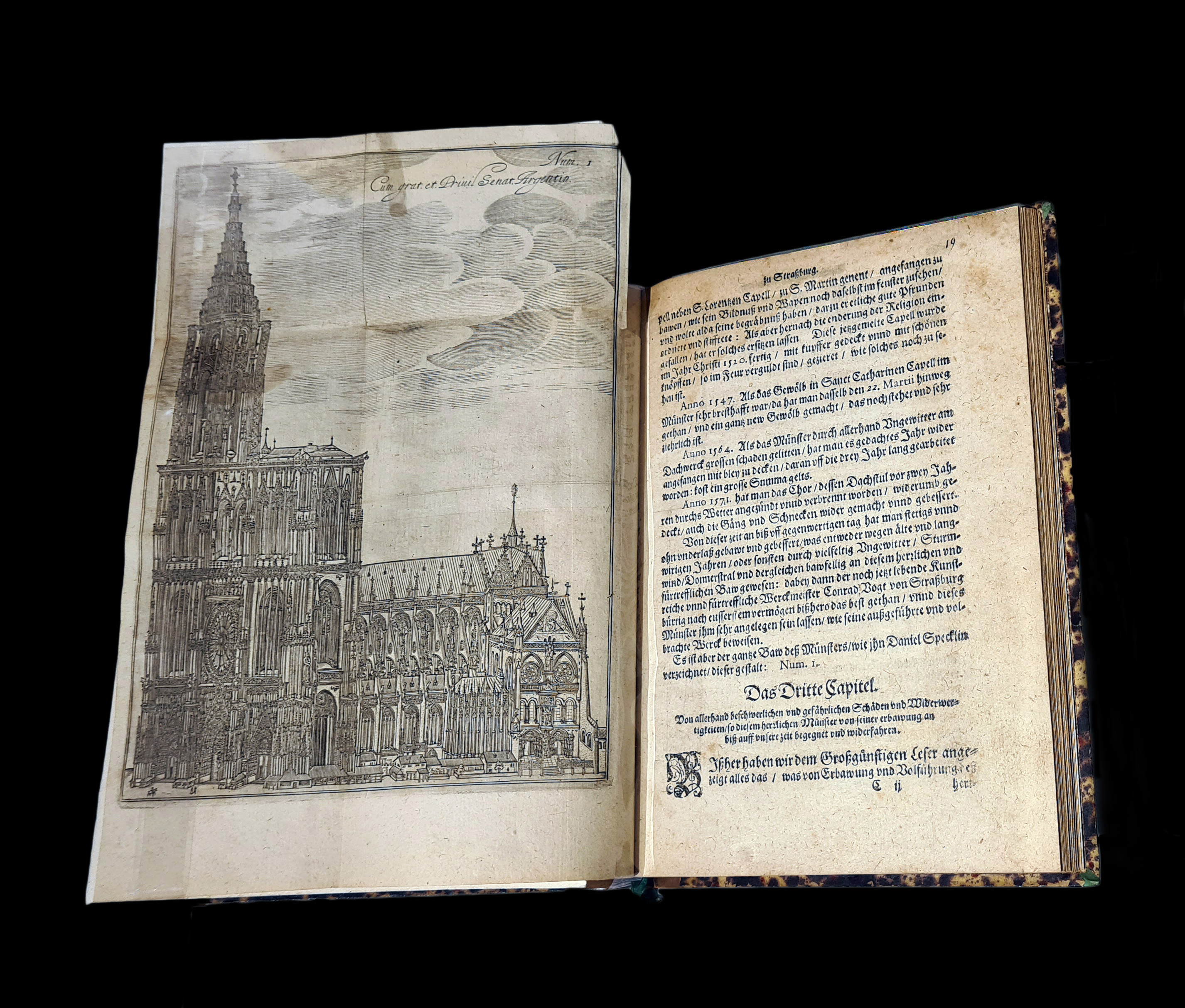
Gravure d'Isaac Brunn illustrant le guide de la cathédrale publié en 1617
(Médiathèque protestante de Strasbourg).

Il est alors nommé pasteur à Niederhausbergen en 1606, puis de Hurtigheim et Handschuheim en 1607 avant de rejoindre la paroisse de Schaeffolsheim en 1608 puis celle de Duttlenheim en 1610. Le 20 mai 1611, Oseas épouse Barbara, fille de Caspar Mock et d’Elisabeth Harscher, en l’église Saint-Thomas. En 1613, il devient diacre de l’église Saint-Pierre-le-Vieux dans laquelle son père Elias avait exercé en tant que pasteur.
Il publie en 1617 une description de la cathédrale Notre-Dame de Strasbourg. Intitulée Summum Argentoratensium templum, cette œuvre illustrée par le graveur Isaac Brunn constitue l’un des premiers guides consacrés à un seul édifice. Pasteur à Saint-Thomas à partir de 1622, Oseas Schad meurt le 28 décembre 1626.

## Principales œuvres
- Summum Argentoratensium templum, das ist: Außführliche und eigendtliche Beschreibung des viel künstlichen, sehr kostbaren und in aller Welt berühmten Münsters zu Straßburg (dans Digitale Bibliothek - UB Heidelberg), Strasbourg, imprimé chez Lazare Zetzner, 1617 ;
- Straßburgisches Fasznacht-Küchlein... (dans Münchener DigitalisierungsZentrum), Strasbourg, [imprimeur inconnu], 1619 ;
- Joan. Sleidani veri et ad nostra tempora usque continuati, das ist: Warhafftige Beschreibung allerley fürnemer Händel und Geschichten, so sich in Glauben und andere weltliche Sachen (dans Münchener DigitalisierungsZentrum), Strasbourg, imprimé chez Marx von der Heyden, 1625.